# Jolanta Zawadzka
Jolanta Zawadzka (ur. 8 lutego 1987 we Wrocławiu) – polska szachistka, arcymistrzyni od 2005 roku.

## Kariera szachowa
Od najmłodszych lat wielokrotnie uczestniczyła w finałowych turniejach o mistrzostwo Polski we wszystkich grupach wiekowych. W swoim dorobku posiada 5 tytułów mistrzyni Polski juniorek, które zdobyła w latach: 1997 (do lat 10), 1999 (w Wiśle, do lat 12), 2003 (w Krynicy, do lat 16), 2004 (w Łebie, do lat 18) oraz 2005 (w Środzie Wlkp., do lat 20).
Od roku 1997 była stałą uczestniczką mistrzostw świata i Europy juniorek. Największy sukces osiągnęła w roku 2004, zdobywając w Heraklionie tytuł mistrzyni świata do 18 lat. Dwa lata wcześniej, w roku 2002 w hiszpańskim mieście Peníscola została wicemistrzynią Europy do lat 16. Do sukcesów może zaliczyć również występy w roku 2001: IV miejsce na mistrzostwach Europy w Chalkidiki oraz VI na mistrzostwach świata w Oropesa del Mar (oba turnieje do lat 14). W październiku 2007 zdobyła srebrny medal na rozgrywanych w Erywaniu mistrzostwach świata juniorek do lat 20. W 2010 r. wystąpiła w Antiochii w pucharowym turnieju o mistrzostwach świata kobiet, w I rundzie przegrywając z Elisabeth Pähtz. W 2015 r. podzieliła I m. (wspólnie z m.in. Eduardem Andriejewem i Michaiłem Simancewem) w kołowym arcymistrzowskim turnieju w Mariańskich Łaźniach.
W finałach mistrzostw Polski seniorek występuje od 2001 roku. W swoim dorobku posiada 12 medali mistrzostw kraju: cztery złote (Trzebinia 2006, Warszawa 2011, Poznań 2015, Warszawa 2018), pięć srebrnych (Barlinek 2007, Bogatynia 2009, Chorzów 2013, Warszawa 2014, Poznań 2016) oraz trzy brązowe (Suwałki 2005, Warszawa 2010, Warszawa 2012).
Wielokrotnie reprezentowała Polskę w rozgrywkach drużynowych, m.in.:
- siedmiokrotnie na olimpiadach szachowych (w latach 2006, 2008, 2010, 2012, 2014, 2016, 2018); medalistka: drużynowo – srebrna (2016) i indywidualnie – srebrna (2012 – na III szachownicy)[5],
- trzykrotnie na drużynowych mistrzostwach świata (w latach 2007, 2009, 2015); medalistka: indywidualnie – brązowa (2007 – na III szachownicy)[6],
- pięciokrotnie na drużynowych mistrzostwach Europy (w latach 2005, 2007, 2009, 2011, 2013); pięciokrotna medalistka: wspólnie z drużyną – złota (2005), dwukrotnie srebrna (2007, 2011) i brązowa (2013) oraz indywidualnie – srebrna (2011 – na II szachownicy)[7].

Jest wychowanką sekcji szachowej przy Młodzieżowym Domu Kultury Wrocław „Śródmieście”, aktualnie reprezentuje barwy wrocławskiego klubu „Polonia”.
Najwyższy ranking w dotychczasowej karierze osiągnęła 1 lipca 2018, z wynikiem 2439 punktów zajmowała wówczas 32. miejsce na światowej liście FIDE wśród kobiet, jednocześnie zajmując 2. miejsce (za Moniką Soćko) wśród polskich szachistek.

## Życie prywatne
Brat Jolanty Zawadzkiej, Stanisław, również jest znanym szachistą (posiada tytuł mistrza międzynarodowego).